# Perlinella zwicki
Perlinella zwicki är en bäcksländeart som beskrevs av Kondratieff, Kirchner och Stewart 1988. Perlinella zwicki ingår i släktet Perlinella och familjen jättebäcksländor. Inga underarter finns listade i Catalogue of Life.